# Peropteryx macrotis
Peropteryx macrotis es una especie de murciélago. Se encuentra en América del Sur y América Central en Brasil, Colombia, Ecuador, Guyana, Guayana Francesa, Perú, Paraguay, Surinam y Venezuela.